# NGC 5086
NGC 5086 é uma estrela dupla na direção da constelação de Centaurus. O objeto foi descoberto pelo astrônomo John Herschel em 1837, usando um telescópio refletor com abertura de 18,6 polegadas. 